# 二道沟门站
二道沟门站是一个京通线上的铁路车站，位于河北省承德市滦平县安纯沟门镇小白旗村，建于1973年，目前为四等站，邮政编码为068256。目前客运：办理旅客乘降；行李、包裹托运；不办理货运营业。